# Si c'était à refaire (pièce de théâtre)
Pour les articles homonymes, voir Si c'était à refaire.
Si c'était à refaire est la quatrième pièce de Laurent Ruquier. Elle a été créée en 2005 au Théâtre des Variétés à Paris dans une mise en scène de Jean-Luc Moreau, et reprise à partir de septembre 2006 au Théâtre de la Renaissance.

## Résumé
Dans la clinique réputée du docteur Jouvence (Pierre Palmade), les femmes, qu'elles soient célèbres ou inconnues, se bousculent pour se faire refaire le nez, les seins, la bouche ou les hanches… Infiltrée dans le cabinet pour un journal, Claudine (Isabelle Mergault) se fait passer pour une secrétaire intérimaire afin d'étudier, de plus près, le phénomène de société qu'est la chirurgie esthétique ; or, rien ne se passe comme prévu : le docteur Jouvence n'est pas insensible à son charme, ce qui va fortement déplaire à Mme Jouvence (Claire Nadeau), d'autant plus que trois autres patientes, dont une dame âgée voulant rester jeune, une actrice en ascension capricieuse et une jeune femme complexée par la petitesse de ses seins, ne feront rien pour rendre la situation plus aisée pour la clinique.

## Distribution

### Saison 2005-2006
- Pierre Palmade
- Isabelle Mergault
- Claire Nadeau
- Laurence Badie
- Alexia Namani
- Noémie de Lattre.

### Septembre 2006
- Francis Perrin
- Virginie Lemoine
- Bernadette Lafont
- Pauline Larrieu.